# إكسافيير لويسينت
إكسافيير لويسينت (بالفرنسية: Xavier Luissint)‏ (13 يناير 1984 بباريس في فرنسا - ) هو لاعب كرة قدم فرنسي في مركز الدفاع. لعب مع أوستينده وسيركل بروج ونادي سانت إتيان وOlympique de Valence ‏ وأسوا فالنس ‏ وRC Épernay Champagne ‏.

## روابط خارجية
- إكسافيير لويسينت على موقع قاعدة بيانات كرة القدم.إي يو (الإنجليزية)
- إكسافيير لويسينت على موقع Soccerway.com (الإنجليزية)